# Искаков, Сагадат Искакович
Сагадат Искакович Искаков (род. 10 октября 1938; Баянаульский район, Павлодарская область, КазССР, СССР) — советский и казахский ветеран труда сельского хозяйства.
Герой Социалистического Труда (1981). Почётный гражданин Павлодарской области (2018).

## Биография
Сагадат Искакович Искаков Родился 10 октября 1938 года в Баянаульском районе Павлодарской области.
Трудовую деятельность начал в 1956 году в селе им. Жумата Шанина, где проработал до выхода на пенсию, сначала водителем в совхозе, затем возглавлял бригаду механизаторов, работал трактористом, агрономом, возглавлял отделение совхоза «Қойтас».

## Награды и звания
- 1967 — Указом Президиума Верховного Совета СССР награждён орденом «Трудового Красного Знамени»
- 1973 — Указом Президиума Верховного Совета СССР награждён высшим орденом «Ленина»
- 1973 — Бронзовая медаль ВДНХ
- 1976 — Указом Президиума Верховного Совета СССР награждён орденом «Октябрьской Революции»
- 1977 — Золотая медаль ВДНХ
- 1981 — Указом Президиума Верховного Совета СССР от 19 февраля 1981 года награждён Золотой Звездой «Герой Социалистического Труда» и орденом «Ленина» высшей степени.[1]
- 2009 — Медаль «За заслуги перед областью» (Павлодарская область)
- 2011 — Медаль «20 лет независимости Республики Казахстан»
- 2016 — Медаль «25 лет независимости Республики Казахстан»
- 2016 — Медаль «Ветеран труда» (Казахстан)
- Почётный гражданин Павлодарской области (2018) и Баянаульского района.